# The Rolling Stones in Mono
The Rolling Stones in Mono è un box set della band britannica The Rolling Stones pubblicato nel 2016.

## Brani
Contiene 14 album del gruppo pubblicati negli anni sessanta, nelle diverse edizioni britanniche e statunitensi, e un nuovo album, Stray Cats, contenente brani che negli anni sessanta non erano mai stati pubblicati su album ma solo come singoli e nel primo EP del gruppo. Tutti i brani sono in versione mono. Mancano le versioni statunitensi del primo album e di Between the Buttons in quanto il primo differiva solo per una traccia dalla versione britannica mentre per il secondo le tracce mancanti sono comunque contenute nella compilation Flowers; gli album successivi vennero pubblicati senza differenze fra versione britannica e statunitense.

## Elenco
1. The Rolling Stones (UK, 1964)
2. 12 x 5 (US, 1964)
3. The Rolling Stones No.2 (UK, 1965)
4. The Rolling Stones, Now! (US, 1965)
5. Out of Our Heads (US, 1965)
6. Out of Our Heads (UK, 1965)
7. December's Children (And Everybody's) (US, 1965)
8. Aftermath (UK, 1966)
9. Aftermath (US, 1966)
10. Between the Buttons (UK, 1967)
11. Flowers (US, 1967)
12. Their Satanic Majesties Request (1967)
13. Beggars Banquet (1968)
14. Let It Bleed (1969)
15. Stray Cats (2016)